# Exaited (polski zespół muzyczny)
Exaited – polski zespół muzyczny wykonujący disco polo, dance i pop, założony w 2004 roku.

## Historia zespołu
Zespół „Exaited” powstał w 2004 roku z inicjatywy Agnieszki Drewnickiej i Tomasza Sidoruka.
W swoim dorobku zespół ma liczne przeboje, m.in.: „Dziś ci to powiem”, „Tylko ciebie”, „Daj, daj, daj”, „Pokochaj mnie jeszcze raz”, „Nie unikaj”, „Będę”, „Kochać to nie grzech”, „Już mnie nie jarasz”, „Taka prawda” czy „Kawałek nieba”. Nagrał również piosenki z innymi wykonawcami, takie jak m.in. „W sercu mi graj” (w duecie z zespołem Akcent) i „Zakochaj się we mnie” (w duecie z kolegą redakcyjnym dla Polo TV, Maciejem Smolińskim).
W 2015 roku, zespół Exaited razem z Maciejem Smolińskim wygrali XX Ogólnopolski Festiwal Muzyki Tanecznej w Ostródzie piosenką „Zakochaj się we mnie”.

## Dyskografia

### Single
| 2008                         | „We Can Dance”                                  |    |                          |
| 2013                         | „Blisko ciebie”                                 |    |                          |
| 2013                         | „Daj, daj, daj”                                 |    |                          |
| 2014                         | „W sercu mi graj” (oraz Akcent)                 |    |                          |
| 2014                         | „Tylko ciebie”                                  |    |                          |
| 2015                         | „Zakochaj się we mnie” (oraz Maciej Smoliński)) |    |                          |
| 2016                         | „Dziś ci to powiem”                             |    | - ZPAV: diamentowa płyta |
| 2017                         | „Pokochaj mnie jeszcze raz”                     | 19 |                          |
| 2018                         | „Będę”                                          | 42 |                          |
| 2018                         | „Kochać to nie grzech”                          | 17 |                          |
| „–” singel nie był notowany. |                                                 |    |                          |